# Epicauta rufipennis
Epicauta rufipennis là một loài bọ cánh cứng trong họ Meloidae. Loài này được Chevrolet miêu tả khoa học năm 1834.